# Nallachius ponomarenkoi
Nallachius ponomarenkoi là một loài côn trùng trong họ Dilaridae thuộc bộ Neuroptera. Loài này được Zakharenko miêu tả năm 1991.